# Manuela Montebrun
Manuela Montebrun, francoska atletinja, * 13. november 1979, Laval, Francija. 
Nastopila je na poletnih olimpijskih igrah v letih 2000, 2004 in 2008, ko je osvojila bronasto medaljo v metu kladiva. Na svetovnih prvenstvih je osvojila bronasti medalji v letih 2003 in 2005, na evropskih prvenstvih pa prav tako bronasto medaljo leta 2002.